# Manihot attenuata
Manihot attenuata är en törelväxtart som beskrevs av Johannes Müller Argoviensis. Manihot attenuata ingår i släktet Manihot och familjen törelväxter. Inga underarter finns listade i Catalogue of Life.